# García Álvarez
García Álvarez (Garssie Alvarez dominus de Cayphas, * vor 1235; † vor 1257) war durch Ehe Herr von Haifa.
Er war offenbar spanischer Ritter. Er war der zweite Ehemann der Helvis von Haifa, älteste Tochter und Erbin des Rohard II. von Haifa, Witwe des Gottfried Poulain. Aus ihrem Recht war er Herr von Haifa. Als solcher ist er als Zeuge in einer Urkunde vom 4. Mai 1250 als Garssie Alvarez dominus de Cayphas belegt. Seine Gattin heiratete nach seinem Tod um 1257 in dritter Ehe Jean de Valenciennes.